# 등골나물
등골나물은 국화과에 속하는 여러해살이풀이다. 한국·중국·일본 등지에 분포한다.

## 이름
풀 전체를 반쯤 말리면 등꽃 향기가 나서 붙었다는 설과, 잎의 가운데 갈라진 잎맥에 등골처럼 고랑이 있어서 붙었다는 설이 있다.

## 생태
전체에 가는 털이 있고 줄기는 곧게 선다. 높이는 70 cm 정도이며 밑동에서 나온 잎은 작고 꽃이 필 때쯤이면 없어진다. 중앙부에 커다란 잎이 마주나고 짧은 잎자루가 있으며 난형 또는 긴 타원형이고 가장자리에 톱니가 있다. 잎의 앞면은 녹색이고 뒷면에는 선점이 있으며 양면에 털이 있다. 꽃은 흰자줏빛으로 두상꽃차례를 이루고 7-10월에 핀다. 총포는 원통형이고 선점과 털이 있으며, 관모는 백색이고 4mm 정도이다. 열매는 수과로 11월에 익는다.

## 쓰임새
어린순을 살짝 데쳐 양념에 무쳐 먹고, 묵나물로 쓰기도 하며, 꽃을 그늘에 말린 뒤 차로 마신다.

## 사진

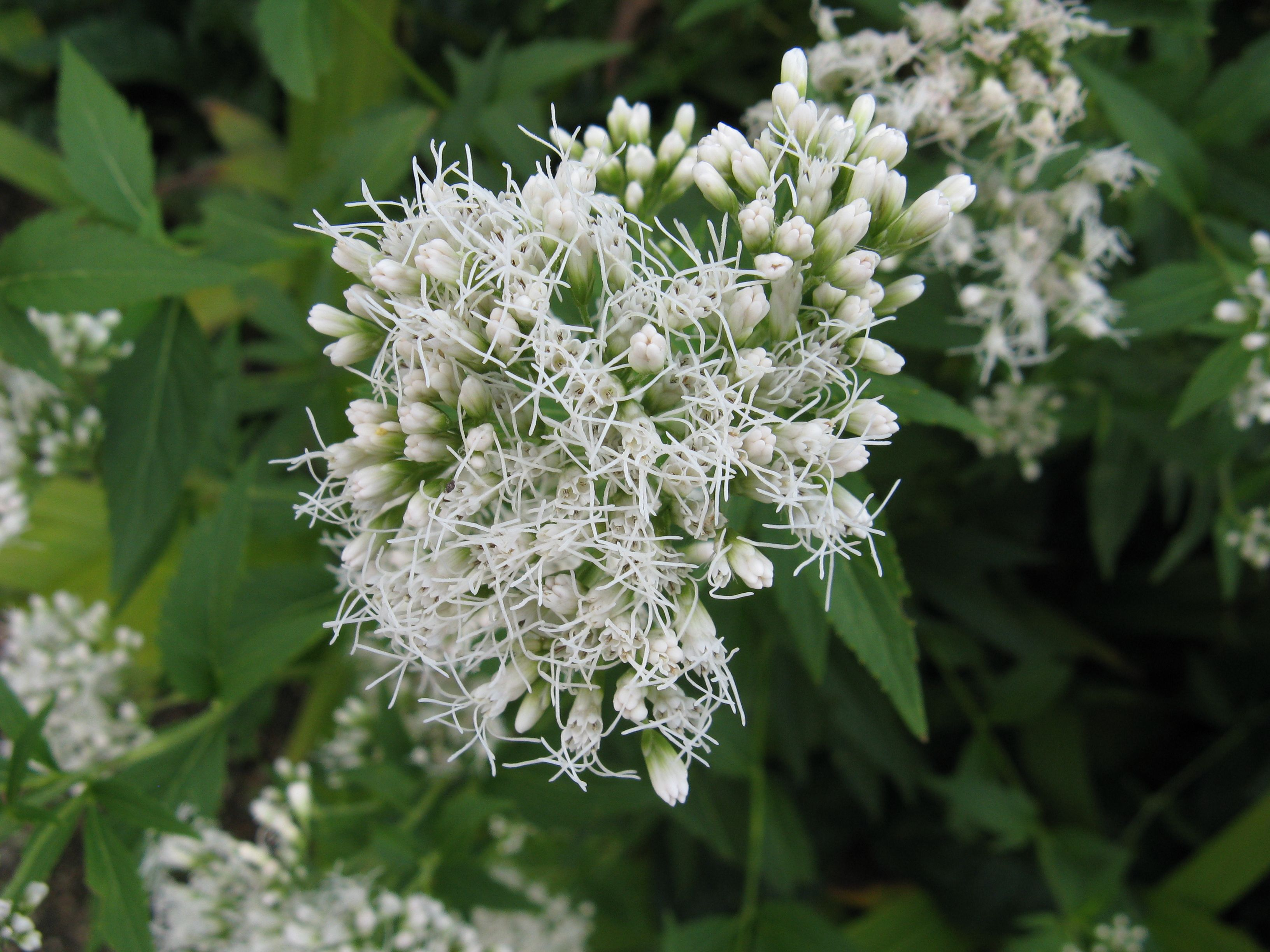
꽃